# Mestský Futbalový Klub Ružomberok 2011-2012
Questa voce raccoglie le informazioni riguardanti il Mestský Futbalový Klub Ružomberok nelle competizioni ufficiali della stagione 2011-2012.

## Avvenimenti
Alla guida di Křeček il Ružomberok vive una stagione sotto le aspettative: al sesto posto in campionato si aggiunge l'eliminazione in Coppa da parte del Sokol Dolná Ždaňa. L'unica nota positiva è l'attaccante Masaryk che conquista la classifica dei marcatori del campionato.

## Rosa
| N. |                       | Ruolo | Calciatore        |
| -- | --------------------- | ----- | ----------------- |
| 1  | Slovacchia (bandiera) | P     | Lukáš Zich        |
| 2  | Kenya (bandiera)      | A     | Patrick Oboya     |
| 2  | Slovacchia (bandiera) | D     | Michal Gallo      |
| 3  | Slovacchia (bandiera) | C     | Richard Lašík     |
| 4  | Slovacchia (bandiera) | D     | Jaroslav Kostelný |
| 5  | Slovacchia (bandiera) | C     | Lukáš Bielák      |
| 6  | Slovacchia (bandiera) | C     | Lukáš Greššák     |
| 8  | Slovacchia (bandiera) | C     | Vladimír Kováč    |
| 10 | Slovacchia (bandiera) | A     | Anton Sloboda     |
| 11 | Slovacchia (bandiera) | C     | Peter Hoferica    |
| 12 | Slovacchia (bandiera) | A     | Andrej Lovás      |
| 13 | Slovacchia (bandiera) | C     | Juraj Vavrík      |
| 14 | Serbia (bandiera)     | D     | Milomir Sivčevič  |
| 15 | Slovacchia (bandiera) | C     | Ján Chovanec      |
| 16 | Slovacchia (bandiera) | C     | Miroslav Poliaček |

| N. |                       | Ruolo | Calciatore        |
| -- | --------------------- | ----- | ----------------- |
| 17 | Slovacchia (bandiera) | D     | Peter Maslo       |
| 19 | Slovacchia (bandiera) | A     | Štefan Pekár      |
| 20 | Slovacchia (bandiera) | A     | Pavol Pilár       |
| 20 | Slovacchia (bandiera) | D     | Marik Ondrík      |
| 21 | Slovacchia (bandiera) | D     | Oliver Práznovský |
| 23 | Slovacchia (bandiera) | C     | Ivan Kotora       |
| 25 | Slovacchia (bandiera) | A     | Filip Serečin     |
| 26 | Slovacchia (bandiera) | C     | Tomáš Ďubek       |
| 30 | Slovacchia (bandiera) | P     | Roman Smieška     |
| 33 | Slovacchia (bandiera) | P     | Libor Hrdlička    |
|    | Slovacchia (bandiera) | D     | Martin Jurkemik   |
|    | Rep. Ceca (bandiera)  | D     | Martin Sus        |
|    | Slovacchia (bandiera) | A     | Pavol Masaryk     |
|    | Rep. Ceca (bandiera)  | A     | Jiří Skalák       |
|    | Slovacchia (bandiera) | A     | Dušan Uškovič     |